# Sabina Naef
Sabina Naef (* 5. April 1974 in Luzern) ist eine Schweizer Lyrikerin.

## Leben
Naef lebte nach der Matura für ein Jahr in Bordeaux, wo sie ein Sprachdiplom machte und Theater spielte. Ab 1994 studierte sie Germanistik und französische Literatur in Lausanne und in Zürich. 1998 erschien ihr erster Gedichtband Zeitkippe. Neben inzwischen zwei weiteren Lyrikbänden veröffentlicht sie Kurzprosa und Dramolette in Literaturzeitschriften und las bei mehreren Poesiefestivals, so 2003 beim Poesiefestival Berlin, den Days of Poetry and Wine in Medana in Slowenien, 2004 bei der Ars Poetica in Bratislava und 2005 am Druskininkai Poetic Fall in Litauen.
Mehrfach arbeitete sie mit bildenden Künstlern und Musikern zusammen. 2010 entstand aus Vertonungen ihrer Gedichte von Claudio Puntin und das Lucerne Jazz Orchestra die CD Berge versetzen, die im KKL Luzern uraufgeführt wurde.
Anschliessend an einen Stipendienaufenthalt des Literarischen Colloquiums Berlin 2004 lebte sie für einige Zeit in Berlin. Inzwischen lebt sie wieder in Luzern.

## Würdigungen
- 1998 1. Preis beim Jungautorenwettbewerb der Regensburger Schriftstellergruppe International
- 1999 Werkbeitrag des Kantons Zürich
- 2002 Werkjahr des Kantons Zürich

## Werke
- Zeitkippe. Gedichte. Nimrod, Zürich 1998.
- tagelang möchte ich um diese Ecke biegen. Gedichte. Edition Isele, Eggingen 2001, ISBN 3-86142-183-6.
- leichter Schwindel. Gedichte. Edition Korrespondenzen, Wien 2005, ISBN 3-902113-42-1.
- Nicht wahr. CD. Münchner-Frühling-Verlag, München 2010, ISBN 978-3-940233-39-4.
- Trois fois rien. CD. Münchner-Frühling-Verlag, München 2008, ISBN 978-3-940233-17-2.